# Xysticus sabulosus
Xysticus sabulosus es una especie de araña del género Xysticus, familia Thomisidae (arañas cangrejo). Fue descrita científicamente por Hahn en 1832.

## Distribución geográfica
Habita en Suiza, Irlanda, Portugal, Francia, Bélgica, Reino Unido, España, Alemania, Afganistán, Países Bajos, Noruega, Dinamarca y Polonia.